# Kevin Rolland
Kevin Rolland (Bourg-Saint-Maurice, 10 agosto 1989) è un ex sciatore freestyle francese specializzato nell'halfpipe. Nel suo palmarès figurano una medaglia di bronzo olimpica, cinque medaglie iridate, tra cui un oro, nove medaglie ai Winter X Games e tre Coppe del Mondo di halfpipe.

## Biografia
Attivo in gare FIS dal 2004 e specializzato nell'halfpipe, Rolland ha esordito in Coppa del Mondo il 15 gennaio 2006 a Les Contamines, classificandosi 10º nella gara vinta dal finlandese Kalle Leinonen. Ha ottenuto il suo primo podio il 13 gennaio 2008 giungendo 2º nella medesima località, alle spalle del canadese Matthew Hayward, e la prima vittoria il 31 gennaio 2009 a Park City.
In carriera ha preso parte a tre edizioni dei Giochi olimpici invernali: Soči 2014 (medaglia di bronzo), Pyeongchang 2018 (11º) e Pechino 2022 (6º); e a sette dei Campionati mondiali vincendo quattro medaglie, tra cui l'oro a Inawashiro 2009.

## Palmarès

### Olimpiadi
- 1 medaglia:
  - 1 bronzo (halfpipe a Soči 2014)

### Mondiali
- 4 medaglie:
  - 1 oro (halfpipe a Inawashiro 2009)
  - 2 argenti (halfpipe a Park City 2011; halfpipe a Park City 2019)
  - 1 bronzo (halfpipe a Sierra Nevada 2017)

### Winter X Games
- 9 medaglie:
  - 5 ori (superpipe ad Aspen 2010; superpipe a Tignes 2010; superpipe ad Aspen 2011; superpipe a Tignes 2011; superpipe ad Aspen 2016)
  - 2 argenti (superpipe ad Aspen 2014; superpipe ad Aspen 2015)
  - 2 bronzi (superpipe high air ad Aspen 2010; superpipe a Tignes 2013)

### Mondiali juniores
- 1 medaglia:
  - 1 oro (halfpipe a Airolo 2007)

### Coppa del Mondo
- Miglior piazzamento in classifica generale: 2º nel 2016
- Vincitore della Coppa del Mondo di halfpipe nel 2009, nel 2016 e nel 2017
- 15 podi:
  - 6 vittorie
  - 4 secondi posti
  - 5 terzi posti

#### Coppa del Mondo - vittorie
| Data             | Luogo           | Paese         | Disciplina |
| ---------------- | --------------- | ------------- | ---------- |
| 31 gennaio 2009  | Park City       | Stati Uniti   | HP         |
| 19 marzo 2009    | La Plagne       | Francia       | HP         |
| 20 marzo 2011    | La Plagne       | Francia       | HP         |
| 23 agosto 2015   | Cardrona        | Nuova Zelanda | HP         |
| 10 marzo 2016    | Tignes          | Francia       | HP         |
| 17 dicembre 2016 | Copper Mountain | Stati Uniti   | HP         |

Legenda:

HP = Halfpipe